# 三星Galaxy J3 (2016)
三星Galaxy J3 是由韩国三星電子製造的一款Android智慧型手機，於2016年6月於台灣上市。三星Galaxy J3 (2016) 運行Android 5.1 Lollipop作業系統。這台智慧型手機搭載了高通驍龍410 、Adreno 306 GPU、1.5 GB的記憶體和8 GB儲存空間組成，最大可以擴充到128GB的MicroSD記憶卡，支援4G雙卡雙待，並且具有容量為2600mAh的可拆卸式電池。